# Artefact (maison d'édition)
Pour les articles homonymes, voir Artefact.
 (mai 2019).
Artefact est une maison d'édition française de bandes dessinées underground qui a existé entre 1977 et 1986. 

## Histoire et catalogue
Les éditions Artefact sont fondées sous une forme associative en 1977 par Jean-Luc Renaud, Sylvain Insergueix et jean-pierre Mercier du fanzine Falatoff. Au fil du temps la structure évolue pour devenir une SARL et se construit, comme les éditions Futuropolis, un catalogue ancré dans une certaine bande dessinée alternative.
Très influencé par la culture underground, Artefact commence par publier une anthologie de la revue néerlandaise Tante Leny Presenteert, puis des albums de l'Américain Gilbert Shelton. Tout au long de son existence la structure se distinguera par une volonté de découverte internationale, publiant également une anthologie et de nombreux albums d'auteurs de la revue espagnole El Vibora, une anthologie de bande dessinée underground italienne (Musicomix made in Italy, 1984) et des ouvrages de divers auteurs majeurs comme les Italiens Lorenzo Mattotti et Benito Jacovitti, le Néerlandais Evert Geradts, l'Espagnol Marti, l'Américain Jack Jackson ou le Britannique Hunt Emerson. Hiroshima, la première traduction française du mangaka Yoshihiro Tatsumi, paraît en 1983.
Ils publient également des auteurs français débutants (Jean Caillon, Imagex, Filipandré) comme expérimentés (F'murr, Charlie Schlingo, Paul Carali, Jean Solé, etc.) pouvant s'inscrire dans la même mouvance alternative.
Parallèlement, ils éditent des recueils de bande dessinée plus classique, comme Bicot de Martin Branner. Ils développent également la collection "Artefact Aventure" qui accueillera des grands noms de la bande dessinée réaliste européenne comme Attilio Micheluzzi ou Raymond Poïvet. Une des rares séries de l'éditeur, Les Aventures de Mado et Maildur de Georges Ramaïoli et René Durand, pure science fiction post-apocalyptique, s'inscrit dans cette ligne d'aventure mais n'est pas comprise dans la collection.

## Séries publiées
- Anarcoma, de Nazario, 1 volume (1983).
- Les Aventures de Mado et Maildur, de Georges Ramaïoli et René Durand, 2 volumes (1983 et 1984).
- Les Aventures du chat de Fat Freddy, de Gilbert Shelton et Dave Sheridan, 3 volumes (1978, 1980 et 1981).
- Une Aventure de Cléopâtre, de Mique Beltrán, 2 volumes (1985).
- Les Fabuleux Freak Brothers, de Gilbert Shelton, Dave Sheridan et Paul Mavrides, 7 volumes (1981, 1982, 1983, 1983, 1984, 1984 et 1985).
- Peter Pank, de Max, 1 volume (1985).
- Rififi, de Guy Mouminoux, 1 volume (1981).
- Taxista, de Martí, 1 volume (1985).